# Rouez
Rouez település Franciaországban, Sarthe megyében. Lakosainak száma 808 fő (2022. január 1.). Rouez Sillé-le-Guillaume, Saint-Rémy-de-Sillé, Tennie, Crissé, Neuvillalais, Parennes és Rouessé-Vassé községekkel határos.

## Népesség
A település népessége az elmúlt években az alábbi módon változott:
| Lakosok száma | 775  | 777  | 784  | 771  | 767  | 791  | 796  | 802  | 808  |
|               | 2012 | 2015 | 2016 | 2017 | 2018 | 2019 | 2020 | 2021 | 2022 |